# Falcatifolium falciforme
Falcatifolium falciforme är en barrträdart som först beskrevs av Filippo Parlatore, och fick sitt nu gällande namn av De Laub. Falcatifolium falciforme ingår i släktet Falcatifolium och familjen Podocarpaceae. IUCN kategoriserar arten globalt som livskraftig. Inga underarter finns listade i Catalogue of Life.